# The Last of Us: American Dreams
The Last of Us: American Dreams est un comics inspiré de l'univers du jeu vidéo The Last of Us.
La série a été écrite par Neil Druckmann, le directeur de la création de Naughty Dog, et Faith Erin Hicks, avec des illustrations de Hicks et une colorisation de Rachelle Rosenberg.
La série a été publiée par Dark Horse Comics entre avril et juillet 2013 et une édition collector a été publiée en octobre 2013.
Il s'agit d'une préquelle prenant place un an avant les événements du jeu vidéo et relatant le quotidien d'Ellie et d'une autre survivante, Riley.